# Blond, Haute-Vienne
Blond är en kommun i departementet Haute-Vienne i regionen Nouvelle-Aquitaine i västra Frankrike. Kommunen ligger i kantonen Bellac som tillhör arrondissementet Bellac. År 2022 hade Blond 690 invånare.

## Befolkningsutveckling
Antalet invånare i kommunen Blond
| Referens: INSEE |